# Calociasma icterica
Calociasma icterica är en fjärilsart som beskrevs av Frederick DuCane Godman och Osbert Salvin 1878. Calociasma icterica ingår i släktet Calociasma och familjen Riodinidae. Inga underarter finns listade i Catalogue of Life.